# Кудушлибашево
Кудушлиба́шево (баш. Көҙөшлөбаш) — деревня в Кушнаренковском районе Республики Башкортостан Российской Федерации. Входит в состав Старокурмашевского сельсовета. 

## География

### Географическое положение
Расстояние до:
- районного центра (Кушнаренково): 10 км,
- центра сельсовета (Старокурмашево): 3 км,
- ближайшей ж/д станции (Уфа): 68 км.

## Население
| 2002 | 2009 | 2010 |
| ---- | ---- | ---- |
| 51   | ↗57  | ↘56  |

Национальный состав

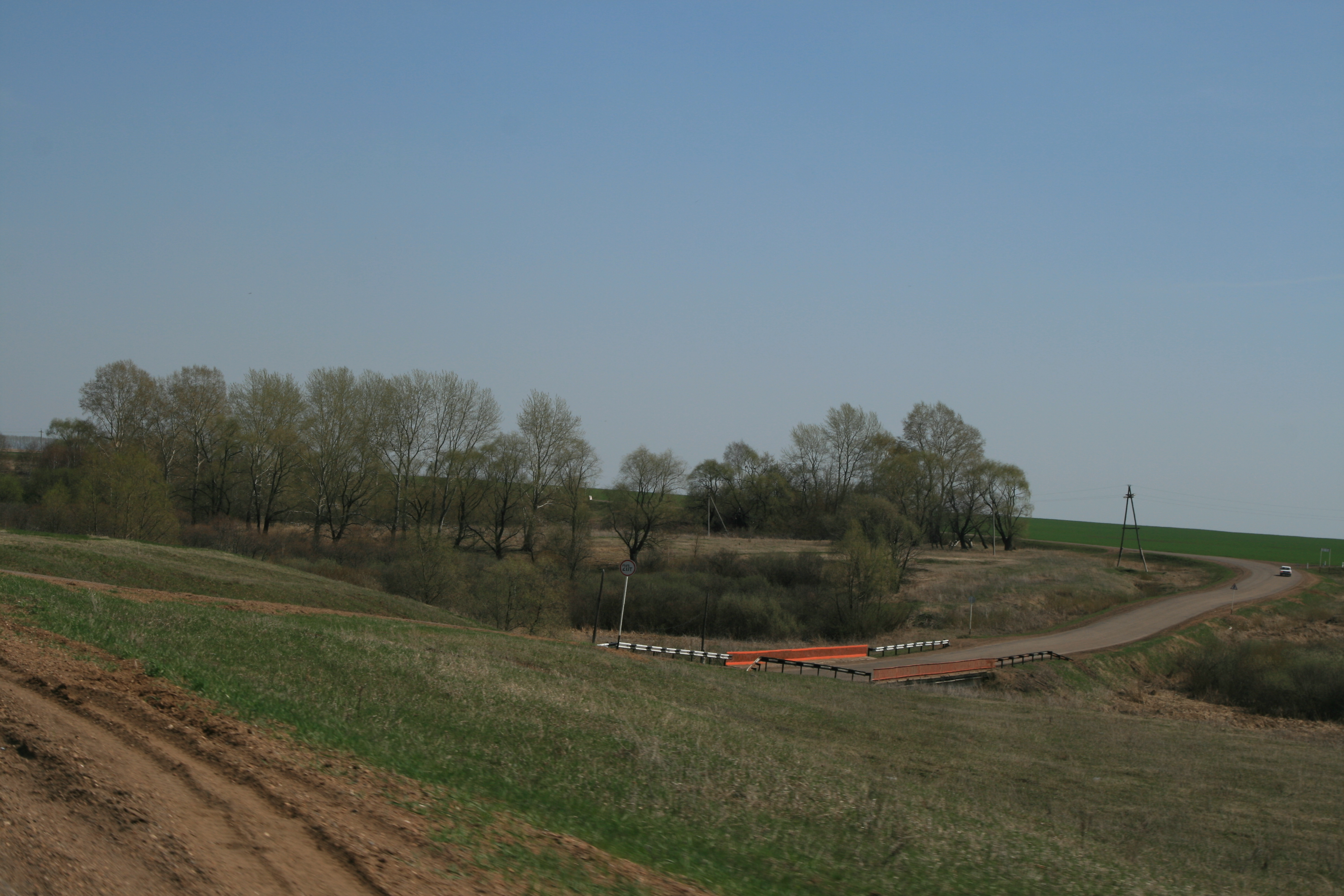
Мост через реку Кудушлу на дороге Кушнаренково — Бакалы вблизи деревни Кудушлибашево

Согласно переписи 2002 года, преобладающая национальность — башкиры (80 %).